# Cinnamomum tamala
À ne pas confondre avec les autres espèces appelées "laurier indien", telles que Terminalia tomentosa (utilisée en lutherie et ébénisterie)
Espèce
Classification phylogénétique
Cinnamomum tamala, ou laurier indien, également connu sous les noms de tejpat ou tejapatta, cassia (casse ou cannelier) indienne ou cannelle tamala, est un arbre de la famille des Lauracées originaire du nord-est du sous-continent indien (Inde, Bangladesh, Népal, Bhoutan) et du sud-est de la Chine. Il peut atteindre jusqu'à 20 mètres de hauteur, et est surtout exploité pour sa frondaison. Ses feuilles, qui ont un arôme de clou de girofle avec une touche de goût poivré, sont utilisés à des fins culinaires et médicinales. On pense qu’il s’agit de l’une des principales sources de feuilles de plantes médicinales connues à l’époque classique et médiévale sous le nom de malabathrum (ou malobathrum). 

## Description
Le laurier indien est un arbre à feuilles persistantes de taille moyenne qui atteint une hauteur de 10 à 20 mètres et un diamètre de tronc allant jusqu’à 1,5 mètres. L’écorce gris-brun est parfumée et contient du mucus. Les branches, plus ou moins anguleuses au début, ont une écorce velue duveteuse grise clairsemée, qui devient rapidement nue. Plus tard, les branches sont rondes dans la tige et ont une écorce nue brun thé. Les petits bourgeons terminaux ont deux écailles de bourgeon et des poils soyeux.
Les feuilles, qui sont alternes et spiralées ou presque opposées sur les branches, sont divisées en pétioles et en limbes. Le pétiole mince mesure de 0,5 à 1,5 centimètres de long. Le limbe grossier, mince et coriace, chauve, est ovale d’une longueur de 7,5 à 15 centimètres, parfois jusqu’à 25 centimètres et d’une largeur de 3 à 5,5 (2,5 à 8) cm, allongé à lancéolé avec une base de limbe pointue et une longue pointe allongée. Il y a trois nervures caractéristiques des feuilles parallèles à la base, clairement surélevées sur la face supérieure des feuilles et seulement indistinctement surélevées sur la face inférieure des feuilles, avec une minuscule nervure réticulée entre elles. La face supérieure des feuilles est lisse, vert brillant et la face inférieure des feuilles est terne et blanc-vert.

## Distribution
Cinnamomum tamala prospère dans les zones tropicales et subtropicales de l'Himalaya, entre l'Indus et le Bhoutan, ainsi que dans les massifs péri-himalayens du sud-est de la Chine et du nord-est de l'Inde, à des altitudes comprises entre 300 et 2 400 mètres. À l'état sauvage, Il est néanmoins surtout observé au Népal, au Bhoutan, au Sikkim, à l'ouest du Yunnan, dans les monts Khasi et Jaintia et à l'est du Bengale.

## Étymologie
Il existe un rapprochement du nom antique de malabathrum (en grec ancien : Μαλαβάθρον) avec « Malabar », nom traditionnellement donné à la côte sud-ouest de l'Inde, correspondant à l'actuel État du Kerala et les régions adjacentes. Le mot mala ou malaya signifie « montagne » dans les langues tamoule et malayalam, ainsi qu'en sanskrit. Une autre étymologie, plus probable, fait dériver « malabathrum » du sanskrit tamālapattram (तमालपत्त्रम्), signifiant littéralement « feuilles d'arbre sombre ».

## Usages et caractéristiques
Les feuilles, connues sous le nom de tējapattā ou tejpatta (en hindi : तेजपत्ता ; en ourdou : تیج پتا), tejpat ou tezpat (en népalais et en maithili : तेजपात ; en assamais : তেজপাত), tejpata (en bengali : তেজপাতা), vazhanayila ou edanayila (en malayalam : വഴനയില / എടനഇല), kadu dhalchini (en kannada : ಕಾಡು ದಾಲ್ಚಿನ್ನಿ), bagharakku (en télougou : బఘరాక్కు), et tamalpatra (en gujarati : તમલપત્ર ; en marathi : तमालपत्र), sont largement utilisés dans les cuisines de l'Inde, du Népal et du Bhoutan, en particulier dans la cuisine moghole (dite « Mughlai ») de l'Inde du Nord, et dans la préparation du tsheringma, une tisane au Bhoutan. Dans les langues télougoue et tamoule, elles peuvent aussi être appelées biryani aaku (télougou : బిర్యానీ ఆకు) ou biryani ilai (tamoul : பிரியாணி இலை), en raison de leur emploi prédominant pour la préparation du biryani.
Les Lepcha du Sikkim les appellent naap saor koong. 

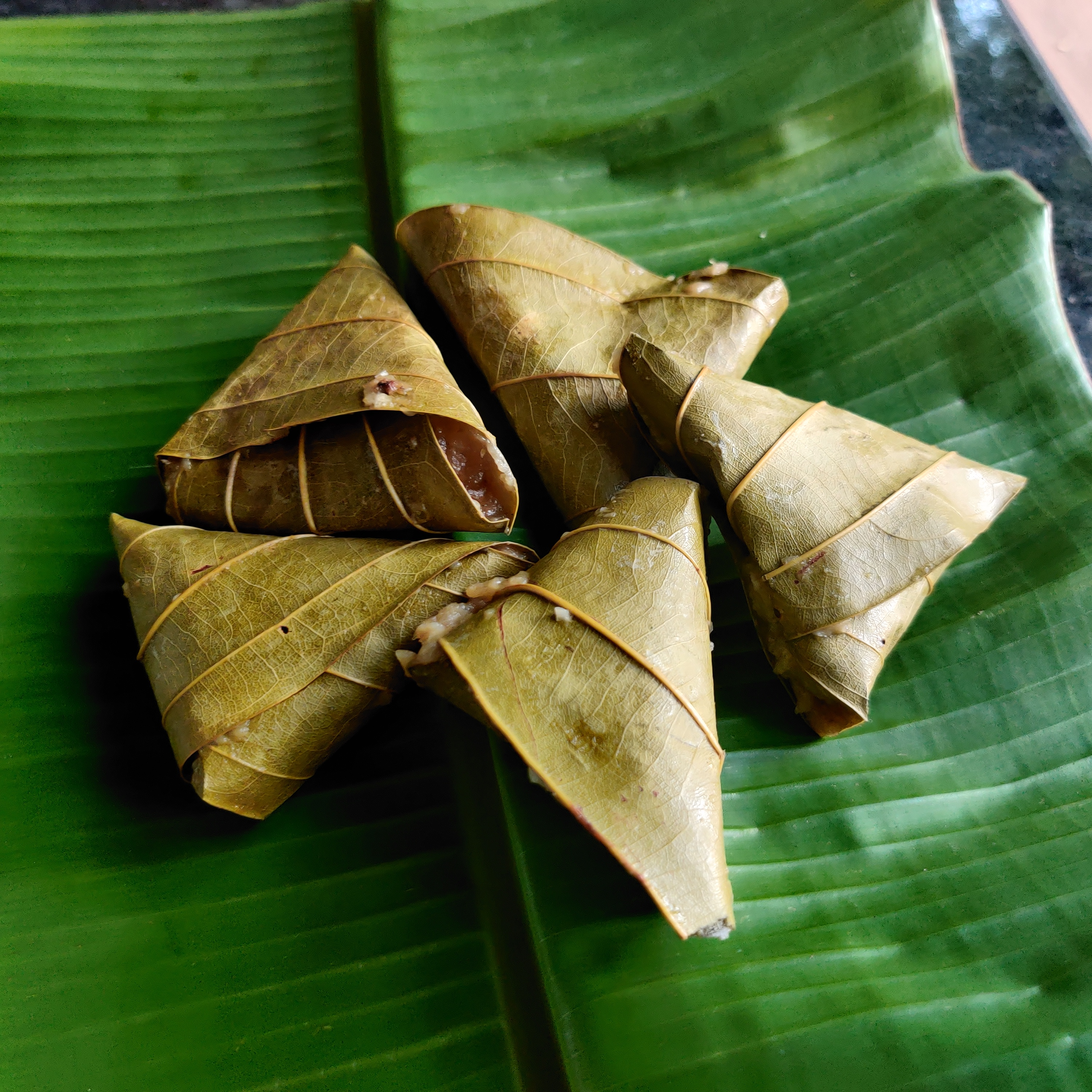
Des kumbilappam enveloppés dans des feuilles de laurier indien

Au Kerala elles sont souvent utilisées, au détriment des feuilles de Cinnamomum malabatrum, dans la préparation du kumbilappam ou chakka-ada (en malayalam : ചക്ക അട), une pâtisserie traditionnelle où celles-ci insufflent leur saveur caractéristique aux raviolis qu'elles enveloppent. 
La dénomination la plus commune pour les feuilles de Cinnamomum tamala, « feuilles de laurier indien » (anglais : Indian bay leaves) ou simplement « feuille de laurier » (anglais : bay leaf), est une source de confusion courante avec la feuille du laurier vrai, un arbre d'origine méditerranéenne d'un genre différent ; l'apparence et l'arôme des deux sont très différents. Les feuilles du laurier sont plus courtes et de couleur vert clair à vert moyen, avec une grande nervure sur toute la longueur de la feuille, tandis que les feuilles de tejpat sont environ deux fois plus longues et plus larges, généralement de couleur vert olive, avec trois nervures sur toute la longueur de la feuille. Il existe cinq types de feuilles de tejpat  et elles confèrent aux plats un fort arôme de casse ou de cannelle, tandis que l'arôme de la feuille de laurier rappelle davantage le pin et le citron.
L'écorce est parfois utilisée en cuisine, bien qu'elle soit considérée comme inférieure à la vraie cannelle (extraite du cannelier de Ceylan) ou à la casse (extraite du cannelier de Chine).

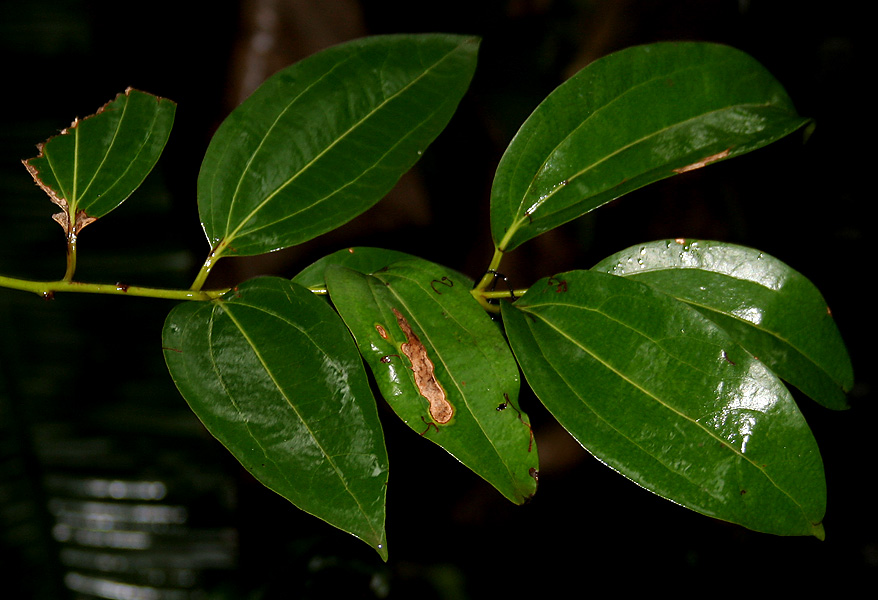
Feuilles à Goa

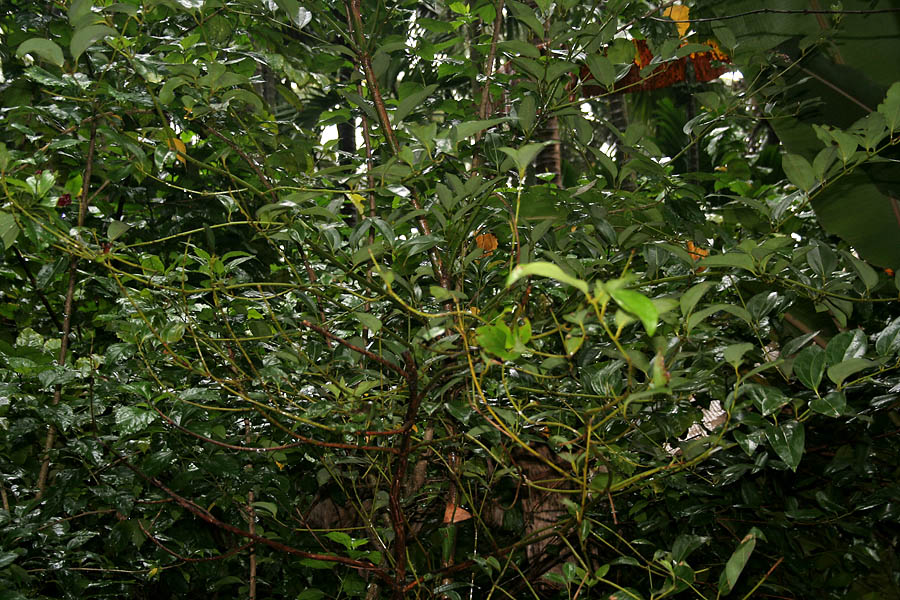
Arbre à Goa

## Attributs de l'arôme
- Bêta-caryophyllène[6]
- Linalol[6]
- Oxyde de caryophyllène[réf. nécessaire]
- Eugénol[7],[8]

## Sources
- (en) GRIN : espèce Cinnamomum tamala (Buch.-Ham.) T. Nees & Eberm. (consulté le 12 décembre 2017)